# Melanolophia olivescens
Melanolophia olivescens là một loài bướm đêm trong họ Geometridae.